# 소하성 자원
소하성 자원(중국어: 溯河性 資源)
소하성이란, 일생의 대부분을 바다에서 생활하고 번식을 위해 하천, 호수 등지에 거슬러 올라와 알을 낳는 성질을 표현하는데,  연어, 송어, 철갑상어 등이 알려져 있다.
연어,송어와 같이 바다에서 강을 거슬러 올라와 알을 낳는 산란 어류를 소하성 어종이라고 한다.
소하성 자원은 수산자원관리법
에서 정하는 바와같이  지구 자연의 자원이면서 동시에 다국적 자원이기에  관련국가가 주장하는 권리에 앞서는 소하성 자원의 모천국의 입장이 중요하다.
이러한 소하성 어종의 산란의 장소가 되는 하천을 영유하고 있는 국가를 특히 모천국이라고 한다.

## 같이 보기
- 북태평양소하성어류위원회

## 참고
- 한국수산자원관리공단 공식블로그